# جيم باين
جيمس باتريك باين (بالإنجليزية: James Patrick Baen؛ 22 أكتوبر 1942 – 28 يونيو 2006) كان ناشرًا ومحررًا للخيال العلمي في الولايات المتحدة. في عام 1983، أسس دار النشر الخاصة به، ؛تب باين، المتخصصة في أنواع المغامرات والفنتازيا والخيال العلمي العسكري وأنواع أوبرا الفضاء. أسس باين أيضًا ناشر ألعاب الفيديو برمجيات باين.

## وصلات خارجية
- موقع كتب باين (بالإنجليزية)
  - بار بينز - المنتدى الرسمي نسخة محفوظة 14 أبريل 2012 على موقع واي باك مشين. (بالإنجليزية)
  - سيرة ذاتية مختصرة على Baen Books FAQ (بالإنجليزية)
- مقابلة GoH على Chicon website (بالإنجليزية)
- مقابلة في بدايات الألفية عن النشر الإلكتروني على Futurist.com (بالإنجليزية)
- سجل الوفيات بواسطة ديفيد دريك (بالإنجليزية)
- ذكرى شخصية بواسطة لويس ماكماستر بوجولد كيف بدأت جيم باين حياتها المهنية (بالإنجليزية)
- عزيزي جيم - رسالة جون رينغو إلى جيم باين (بالإنجليزية)
- سجل الوفيات في لوس أنجلوس تايمز (بالإنجليزية)
- جيمس ب. باين  على قاعدة بيانات الخيال التأملي على الإنترنت (بالإنجليزية)